# Energiemais

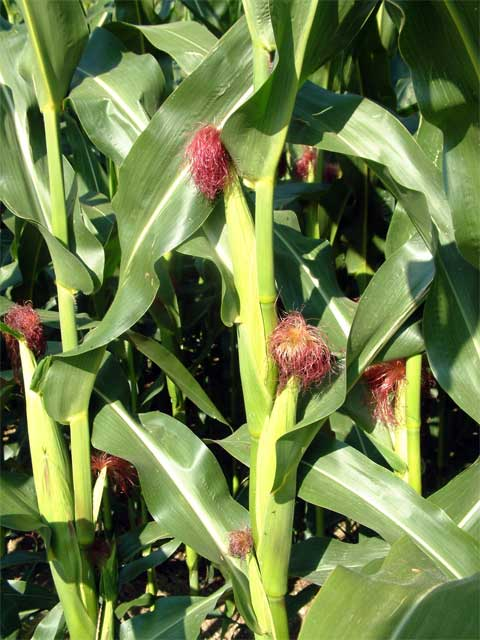
Mais (Zea mays)

Als Energiemais wird Mais bezeichnet, der zur Energiegewinnung in Biogasanlagen genutzt wird. Da Mais als C4-Pflanze einen geringen Wasserbedarf hat und nur mäßige Ansprüche an den Boden stellt, ist er in Deutschland eine verbreitete Kulturpflanze mit hohen Erträgen an Trockenmasse pro Flächeneinheit. Durch das Erneuerbare-Energien-Gesetz (EEG) wird die Biogaserzeugung gefördert. Insbesondere nach Einführung des Nawaro-Bonus mit der EEG-Novelle 2004 wurde der Energiemaisanbau ausgeweitet.
Energiemais unterscheidet sich in Anbau und Sorte zunächst nicht von anderem Silomais, der vor allem als Viehfutter dient. Der Begriff wurde geprägt, um zwischen der Verwendung zur Futter- oder Nahrungsmittelproduktion einerseits und zur Energiegewinnung andererseits zu differenzieren. Zunehmend unterscheiden sich aber auch der Anbau und die verwendeten Sorten vom konventionellen Futtermais.
In Deutschland lag in den Jahren 2012 und 2013 der Anteil des Energiemaises am gesamten Maisanbau bei jeweils 33 %, 2024 bei fast gleichen 34 %.

## Unterscheidung zwischen Energie- und Futtermais
| Material                            | Biogasertrag in m3 pro Tonne Frischmasse | Methan- gehalt |
| ----------------------------------- | ---------------------------------------- | -------------- |
| Maissilage                          | 202                                      | 52 %           |
| Grassilage                          | 172                                      | 54 %           |
| Roggen-GPS                          | 163                                      | 52 %           |
| Zuckerrüben- Pressschnitzel siliert | 125                                      | 52 %           |
| Futterrübe                          | 111                                      | 51 %           |
| Bioabfall                           | 100                                      | 61 %           |
| Hühnermist                          | 80                                       | 60 %           |
| Schweinemist                        | 60                                       | 60 %           |
| Rindermist                          | 45                                       | 60 %           |
| Getreideschlempe                    | 40                                       | 61 %           |
| Schweinegülle                       | 28                                       | 65 %           |
| Rindergülle                         | 25                                       | 60 %           |

In Deutschland wurde 2012 auf rund 2,7 Mio. ha Mais angebaut. Vorwiegend war dieses Silomais mit rund 2,15 Mio. ha. Die oberirdischen Pflanzenteile werden gehäckselt, siliert und als Futtermittel (Maissilage) in der Rinderhaltung oder als Biogassubstrat verwendet. Die Unterscheidung erfolgt vor allem anhand der Verwendung selbst. Jedoch können auch Unterschiede in Anbau und Sortenwahl vorliegen.
Daneben macht Körnermais etwa ein Fünftel der deutschen Maisanbaufläche (2012: 0,529 Mio. ha) aus. In Form von Corn-Cob-Mix (CCM) oder als Korn wird er nur in geringem Maße in Biogasanlagen eingesetzt.

### Verwendung
Herkömmlicher Silomais ist für die Verwendung als Futtermittel züchterisch optimiert und erfüllt Ansprüche wie hohe Erträge an Trockenmasse pro Flächeneinheit, gut im Rinderpansen zugängliche Nährstoffe sowie gute Silierbarkeit, um eine längerfristige Lagerung und somit eine ganzjährige Verfügbarkeit zu gewährleisten. Die hohen Hektarerträge und die vorhandene und erprobte Erntetechnik, sowie die gute Konservierbarkeit (Silierung) machen Mais zum Hauptsubstrat in Biogasanlagen. Grundsätzlich ist Silomais immer auch zur Verwendung in Biogasanlagen geeignet. Wird die Entscheidung über die Verwendung des Ernteguts bereits beim Anbau getroffen, so kann potentiell über Sortenwahl die Energiemaiserzeugung optimiert werden.

### Anbau und Ernte

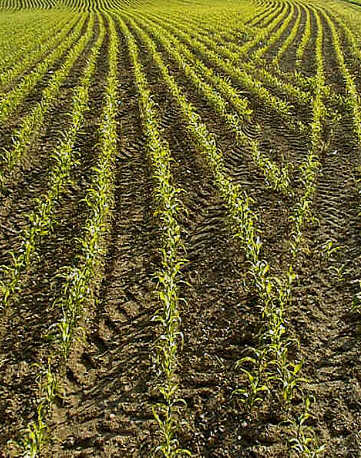
Junge Maispflanzen

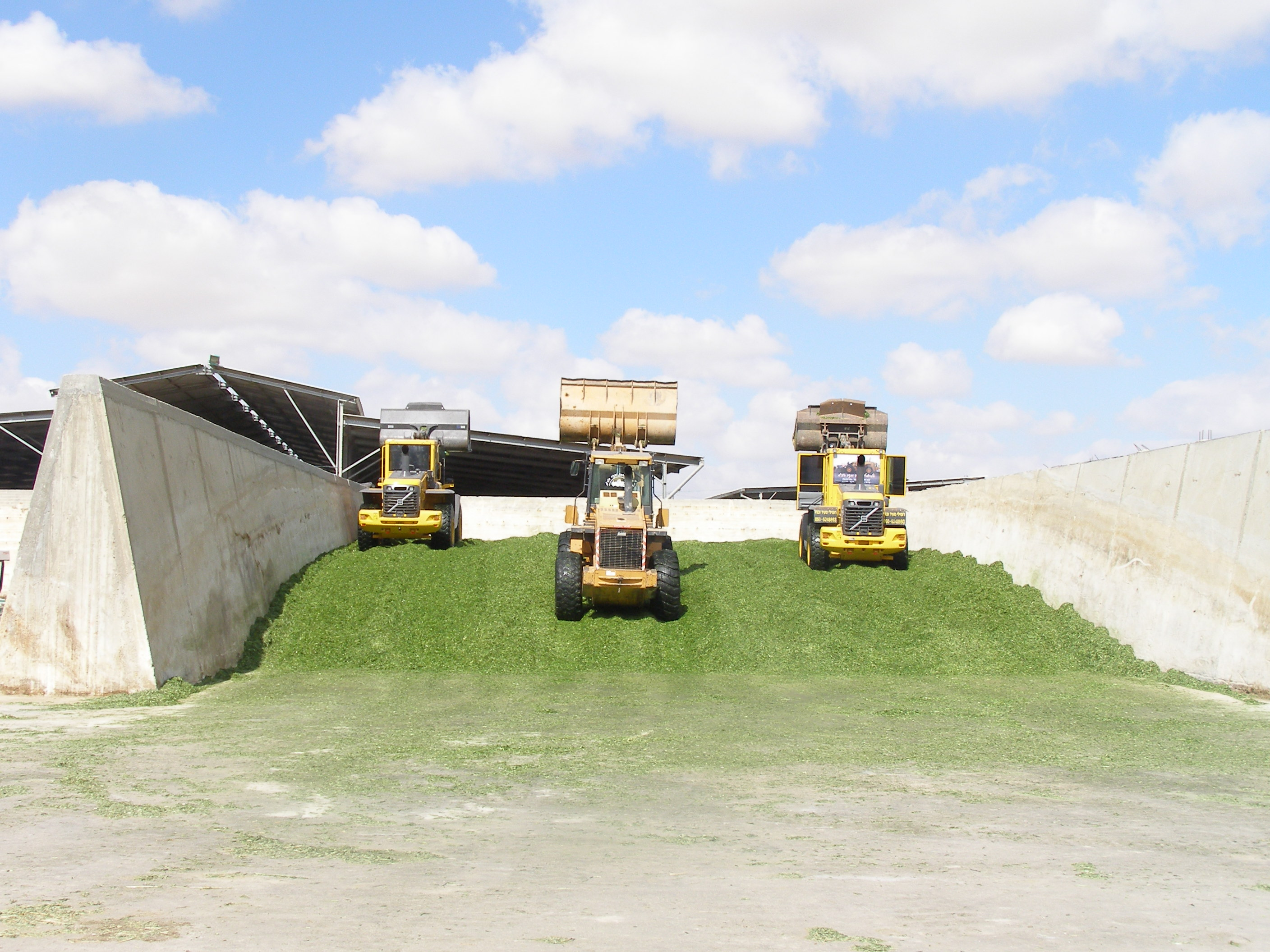
Silageproduktion

Die Ansprüche an Silomais zur Rinderhaltung und zur Biogaserzeugung unterscheiden sich im geringen Maße. Die aus dem Futtermaisanbau übernommenen Parameter werden bei Energiemaisanbau in einigen Punkten modifiziert, um den Methanertrag pro Flächeneinheit zu erhöhen. Der Effekt dieser Maßnahmen ist teilweise umstritten:
- Eine geringfügig höhere Saatstärke verringert die Erosion, soll aber auch den Hektarertrag erhöhen können. Der erhöhte Nährstoffentzug sollte durch eine erhöhte Düngung kompensiert werden.[5]
- Eine frühere Ernte bei einem geringeren Verholzungsgrad (geringerer Rohfasergehalt) kann die Verdaulichkeit der Maissilage erhöhen.[5][6] Silomais wird möglichst bei einem Trockensubstanzgehalt (TS-Gehalt) von etwa 32 bis 33 % geerntet, um eine gute Silierbarkeit zu gewährleisten und um Substanzverluste zu verhindern. Ist ein wesentlich höherer TS-Gehalt mit einem stärkeren Verholzen der Pflanze verbunden, verringert dies die Abbaubarkeit in der Biogasanlage. Saatgutproduzenten geben daher teilweise die Empfehlung, bei einem um 2 bis 3 % geringeren TS-Gehalt zu ernten.[5] Andere Stellen halten dies dagegen nicht für notwendig.[7] Bei der Silierung durch den höheren Wassergehalt im Erntegut möglicherweise auftretende, organisch belastete Sickersäfte sind ökologisch problematisch, können aber z. B. in der Biogasanlage vergoren werden.[7]
- Maissorten mit höheren Reifezahlen eignen sich unter den in Deutschland vorherrschenden Klimabedingungen wegen ihrer späten Abreifung nicht für den Anbau zur Futtersilageherstellung. Wegen der vermutlich geringeren Ansprüche an die Abreifung bei der Verwertung in Biogasanlagen wird die Eignung von Sorten mit etwas höherer Reifezahl untersucht.[8][9] Durch ihre längere Vegetationsperiode können sie höhere Biomasseerträge liefern.[8]
- Bei der Ernte, insbesondere von trockenerem, reiferem Material, wird die Häcksellänge verringert, um die Angriffsfläche für den enzymatischen Abbau im Fermenter der Biogasanlage zu erhöhen und damit zu beschleunigen und zu verbessern.[5][7]

### Sorten
Bisher werden in der Regel die im Silomaisanbau bewährten Sorten angebaut. Vorteile herkömmlicher Sorten gegenüber Energiemaissorten liegen in der früheren Ernte, z. B. vor der Aussaat von Wintergetreide, sowie in der flexibleren Verwendbarkeit. Durch die weniger hohen Ansprüche an Energiemais eröffnen sich allerdings auch neue züchterische Möglichkeiten. So konnten in einem Verbundprojekt der Fachagentur Nachwachsende Rohstoffe (FNR), der KWS SAAT AG, der Universität Hohenheim und der bayerischen Landesanstalt für Landwirtschaft innerhalb von fünf Jahren Steigerungen des Ertragspotenzials von rund 20 bis 25 % (um 40 bis 50 dt Trockensubstanz/ha) erreicht werden. Ziel des Projektes ist es, die Erträge in 10 Jahren nahezu zu verdoppeln. Die große genetische Variabilität des Mais wurde bzw. wird genutzt, um kurzfristig diese ertragreichen, hybriden Maissorten zu züchten. Wichtige Eigenschaften, die in den Energiemaissorten vereint wurden und werden sollen, sind hoher Trockenmasseertrag, Kurztagadaption, Kühletoleranz, Trockenresistenz etc.

## Wirtschaftlichkeit
Maissilage gilt, gemessen am Vergleich der Erzeugungskosten mit dem Energieertrag aus dem Gas, in der Regel als das wirtschaftlichste Biogassubstrat. Abhängig vom Verhältnis der Marktpreise möglicher Einsatzstoffe und von betrieblichen Bedingungen wie Klima- und Bodenverhältnissen, Fruchtfolge, Anlagentechnik und Verfügbarkeit kostenloser Substrate können jedoch auch mit der Nutzung anderer Substrate (z. B. Grassilage, Hirsearten, Gülle, Geflügelmist, Getreide) ähnliche oder höhere Gewinne erzielt werden.
Die Stromausbeute von Mais ist bezogen auf das eingestrahlte Sonnenlicht wesentlich kleiner als die Stromausbeute handelsüblicher Photovoltaikmodule. Während aus der Verstromung des Jahresertrags eines Quadratmeters Energiemais nach Zahlen des FNR bei Mais nur 1,5–2,25 kWh (elektrisch) gewonnen werden können, liegt der Ertrag eines durchschnittlichen Quadratmeters Freiflächenphotovoltaik mit über 70 kWh (elektrisch) um mindestens das 31-Fache höher. Die isolierte Betrachtung der Stromausbeute berücksichtigt jedoch keine mögliche Abwärmenutzung der Maisverstromung bzw. generell den Einsatz von Energiemais als Prozess- und/oder Raumwärmeerzeuger. Zudem unbeachtet bleiben die Energieaufwendungen sowohl der Maisbewirtschaftung (Landwirtschaft, Verarbeitung, Transport, Verstromung) als auch der Photovoltaik (Produktion und Montage der Module, Wartung, Entsorgung).
Die Stromgestehungskosten von Energiemais liegen nach FNR-Zahlen je nach Anlagengröße bei 15–30 ct/kWh (elektrisch). Die Ausschreibungen für Freiflächenphotovoltaik wurden 2019 zu rund 5ct/kWh (elektrisch) gezeichnet. Nach Zahlen des Fraunhofer-Instituts für Solare Energiesysteme (ISE) von 2021 für Deutschland liegen die Werte für Freiflächenphotovoltaik bei 3,12 bis 5,70 ct/kWh (elektrisch) und für Biogas (zu 47 Massen-% aus Silomais) bei 8,45 bis 17,26 ct/kWh (elektrisch, nach Abzug der Einnahmen aus der Wärmeerzeugung) bzw. 13,43 bis 22,24 ct/kWh (elektrisch, ohne Wärmeauskopplung).
Der Vorteil von Energiemais als erneuerbare Energiequelle ist seine Lagerbarkeit bzw. die damit verbundenen Potentiale für bedarfsorientierte Stromerzeugung ohne zusätzliche Energiespeicher sowie der Transport über große Entfernungen. Deshalb kann der Import von Maissilage einen Beitrag zur Deckung des Primärenergiebedarfs dicht besiedelter Länder darstellen.

## Kritik
Für den Einsatz von Mais in Biogasanlagen wurde die Anbaufläche in Deutschland in den Jahren 2005 bis 2011 von rund 1,7 Mio. Hektar auf rund 2,5 Mio. Hektar erhöht. Um die Entwicklung der Anbauflächen zu kontrollieren, wurde mit der EEG-Novelle 2012 der Einsatz von Mais in Neu- und Bestandsanlagen erstmals beschränkt („Maisdeckel“). Weitere Einschränkungen folgten in der EEG-Novelle 2017, die den Einsatz von Mais und Getreide in Biogasanlagen stufenweise auf max. 44 % im Jahr 2021 absenkte. Von 2011 bis 2023 blieb die Anbaufläche von Mais insgesamt weitgehend stabil.
Der Naturschutzbund Deutschland (NABU) und der Deutsche Verband für Landschaftspflege (DVL) haben 2007 gemeinsam den vom Umweltbundesamt geförderten Leitfaden „Bioenergie? – Aber natürlich!“ herausgegeben. 2010 kritisierten der NABU und DVL die Veränderung des Landschaftsbildes durch mehr Maisanbau und landschaftliche sowie ökologische Folgen von Grünlandumbruch als Vermaisung.
Das Deutsche Maiskomitee e. V. (DMK) berichtete 2013, dass ein Drittel der Maisanbaufläche für Biogas genutzt werden. Die Anbauflächen in den einzelnen Bundesländern unterscheidet sich stark vom Bundesschnitt. Während beispielsweise in Mecklenburg-Vorpommern 49 % des Maises als Energiemais genutzt wurden, waren es in Rheinland-Pfalz nur 13 %.
Nach Stefan Klotz, Leiter des Arbeitskreises Vegetationsdynamik bei der Reinhold-Tüxen-Gesellschaft, sei der Anbau von Energiepflanzen ineffektiv und die Nebenwirkungen des Anbaues seien umso größer. Der Energiemaisanbau wie auch der Anbau anderer Energiepflanzen sei verbunden mit Bodenerosion, Gewässerverunreinigung und Rückgang der Biodiversität. Lebens- und insbesondere Futtermittel müssen unter Umständen aus Entwicklungsländern importiert werden, wo dem Anbau möglicherweise Regenwald zum Opfer fällt.
Wegen gehäufter Regen-Unwetter wurden 2016 in Deutschland Stimmen von Fachleuten laut, die aufgrund verstärkten Maisanbaus eine Reduktion der Aufnahmefähigkeit des Bodens für Niederschlagswasser und eine Erhöhung der Bodenerosion kritisierten.
Einer aktuellen Position des NABU zufolge könne der Bedarf an Erdgas nicht komplett durch Biomethan aus Biogas ersetzt werden. Die Menge an verfügbaren Reststoffen reichten nicht aus, weshalb zusätzlich Energiepflanzen angebaut werden müssten. Der Anbau von Energiepflanzen sei jedoch bereits klimaschädlich, was die CO₂-Bilanz von Biomethan verschlechtere. Der NABU setzt sich daher dafür ein, für Bioenergie nur naturverträgliche Biomasse vorrangig aus Rest- und Abfallstoffen zu nutzen. Auch solle Bioenergie nur dort genutzt werden, wo sie dringend benötigt werde und sinnvoll eingesetzt werden könne. Das sei aus Sicht des NABU vor allem zur Sicherung der Energieversorgung der Fall, wenn andere Erneuerbare Energien wie Windkraft oder Photovoltaik allein den Bedarf nicht decken könnten.

## Alternativen und Ergänzungen zum Maisanbau
Um Maismonokulturen zu vermeiden, gibt es vielfältige Bemühungen, auch andere Feldfrüchte wie Sonnenblumen und Zuckerrüben für die Biogaserzeugung nutzbar zu machen. Da Mais als wärmebedürftige Pflanze erst spät gesät werden kann, wird versucht, die Vegetationsperiode, beispielsweise mit Grünroggen als Zwischenfrucht zur Erzeugung von Ganzpflanzensilage (GPS), besser auszunutzen und so höhere Erträge pro Fläche und Jahr zu erzielen. Ein weiterer Vorteil ist, dass durch die winterliche Bodenbedeckung Nährstoffverluste und Erosion verringert werden. Auch Untersaaten, z. B. um Erosion zu vermeiden, und höhere Bestandsdichten sind möglich.
Seit 2005 werden ökologische und ökonomische Aspekte des Energiepflanzenanbaus in einem umfangreichen Verbundprojekt untersucht. In sechs typischen Anbauregionen Deutschlands werden verschiedene Energiepflanzen-Fruchtfolgen getestet, darunter sowohl die heute gängigen Kulturen als auch mögliche Alternativen. Von der FNR werden zahlreiche weitere Projekte im Bereich alternativer und nachhaltiger Anbauverfahren für Energiepflanzen koordiniert.
Aufgrund der geringen Effizienz, verbunden mit den Nebenwirkungen, stellt der Energiemaisanbau keine Lösung der nachhaltigen Energieversorgung dar, die Nutzung von Reststoffen der Tierhaltung und der Lebensmittelproduktion ist jedoch eine bisher noch nicht umfassend genutzte Alternative. Auch der Anbau von mehrjährigen Kulturen, von Wildpflanzen und beispielsweise Silphium perfoliatum wird untersucht. Letztere liefert ähnlich hohe Erträge, zeigt aber ökologische Vorteile gegenüber Mais.